# Diego Aranega
Diego Aranega (Madrid, 16 juli 1970) is een Franse stripauteur en cartoonist. Zijn vader was van Spaanse origine, zijn moeder Kroatische. Na de kunstschool werkte hij als humoristisch tekenaar voor verschillende bladen als Libération, XL le magazine, Télérama, Le Monde, Le JDD, Stratégies, SVM Mac, La Vie, Siné Hebdo, Fluide Glacial en Men's Health. Zijn eerste strip Focu werd uitgegeven bij Paquet. Zijn strip Victor Lalouz gaat over een kleine, kalende antiheld. Samen met scenarist Lefred-Thouron tekende Aranega in Casiers judiciaires een kroniek van de dagelijkse werking van een correctionele rechtbank ergens in Frankrijk. Voor de strip Oggy et les cafards schreef Aranega de scenario's voor tekenaar Frévin.

## Werk
- Focu (Paquet)
- 100.000 Milliwatts (tekeningen Jochen Gerner) (Delcourt)
- Victor Lalouz (Dargaud)
- Casiers judiciaires (tekst Lefred-Thouron) (Dargaud)
- Oggy et les cafards (tekeningen Frévin) (Dargaud)

- Bibliothèque nationale de France: cb13088461g (data)
- Gemeinsame Normdatei: 173899153
- International Standard Name Identifier: 0000 0000 0171 2756
- Système universitaire de documentation: 113699468
- Virtual International Authority File: 22277533
- WorldCat: E39PBJqVTw8VvXVmXRFB7hrXh3